# Paul Decker
Pour les articles homonymes, voir Decker.
Paul Decker (Nuremberg, 27 décembre 1677 - Bayreuth, 18 novembre 1713) est un dessinateur, graveur et architecte allemand.

## Biographie
Directeur des bâtiments de la cour de Bayreuth, ses tableaux ont orné plusieurs palais de Berlin aux XVIIe et XVIIIe siècles. Il a laissé aussi un Traité d'architecture publié en 1711 ainsi que l'ouvrage Architectura theoricopractica, édité en 1720. 

## Galerie

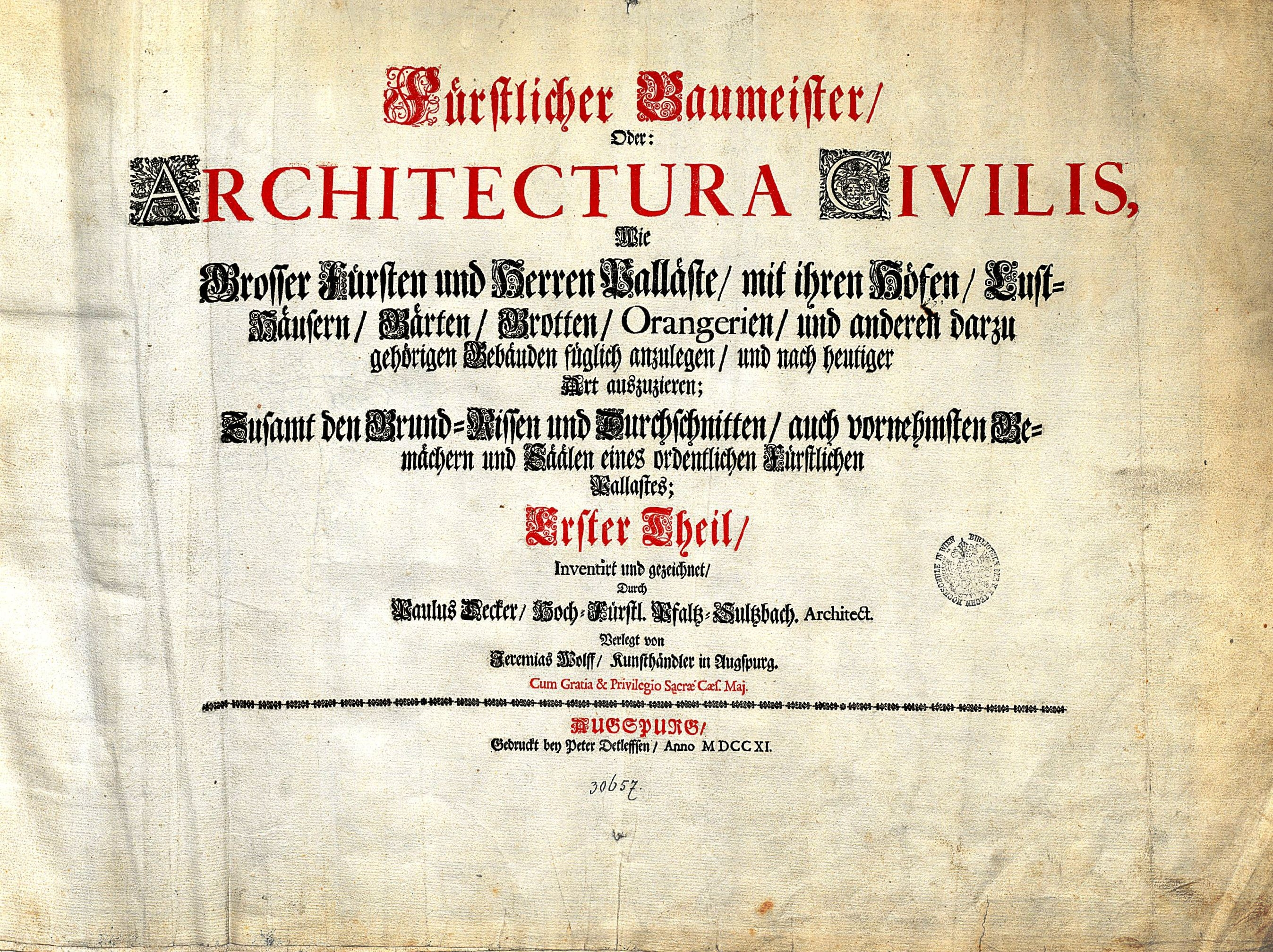
Page de titre de Fürstlicher Baumeister (Architectura theoricopractica)
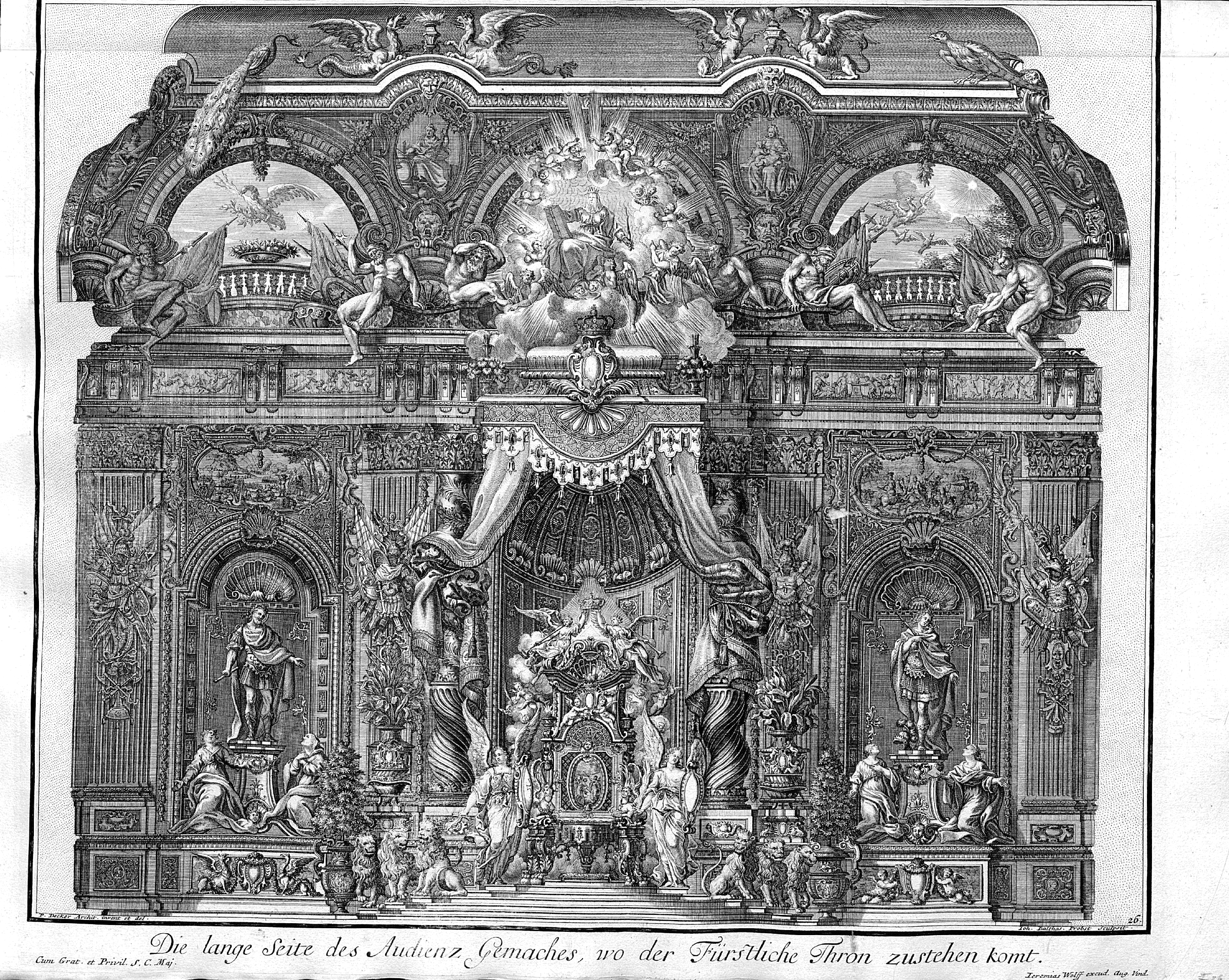
Salle d’audience du trône princier
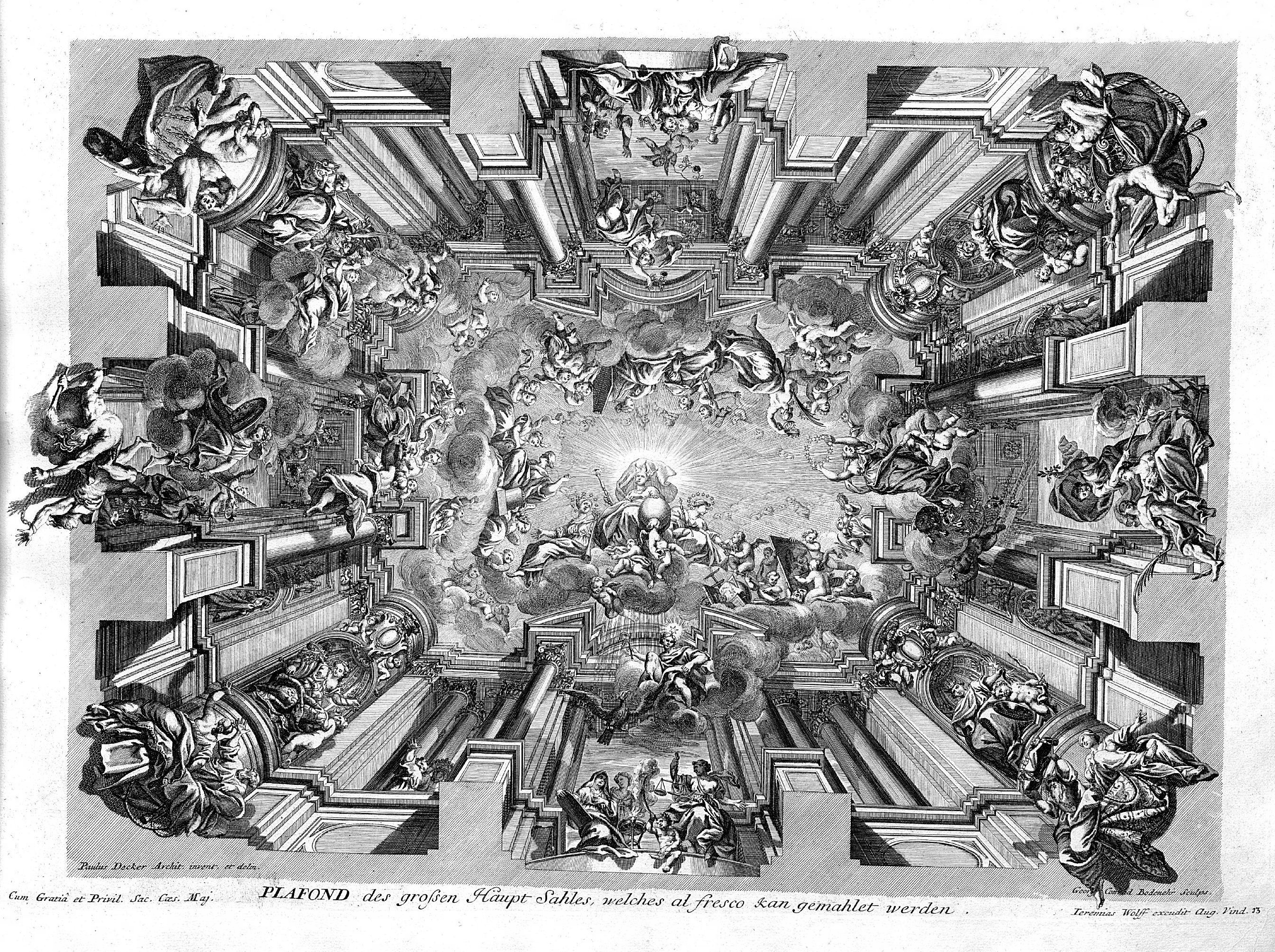
Projet de plafond
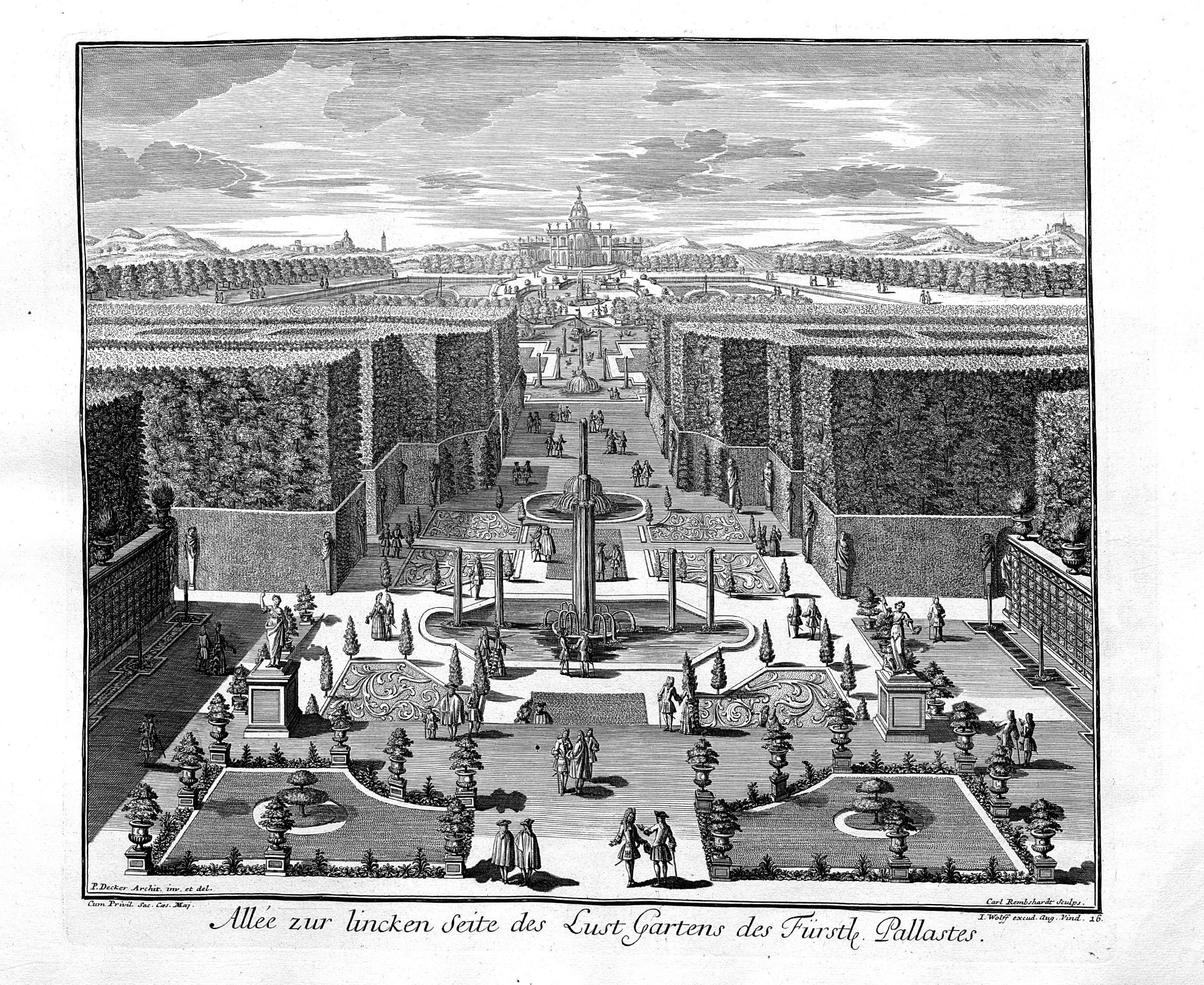
Avenue de Lustgarten
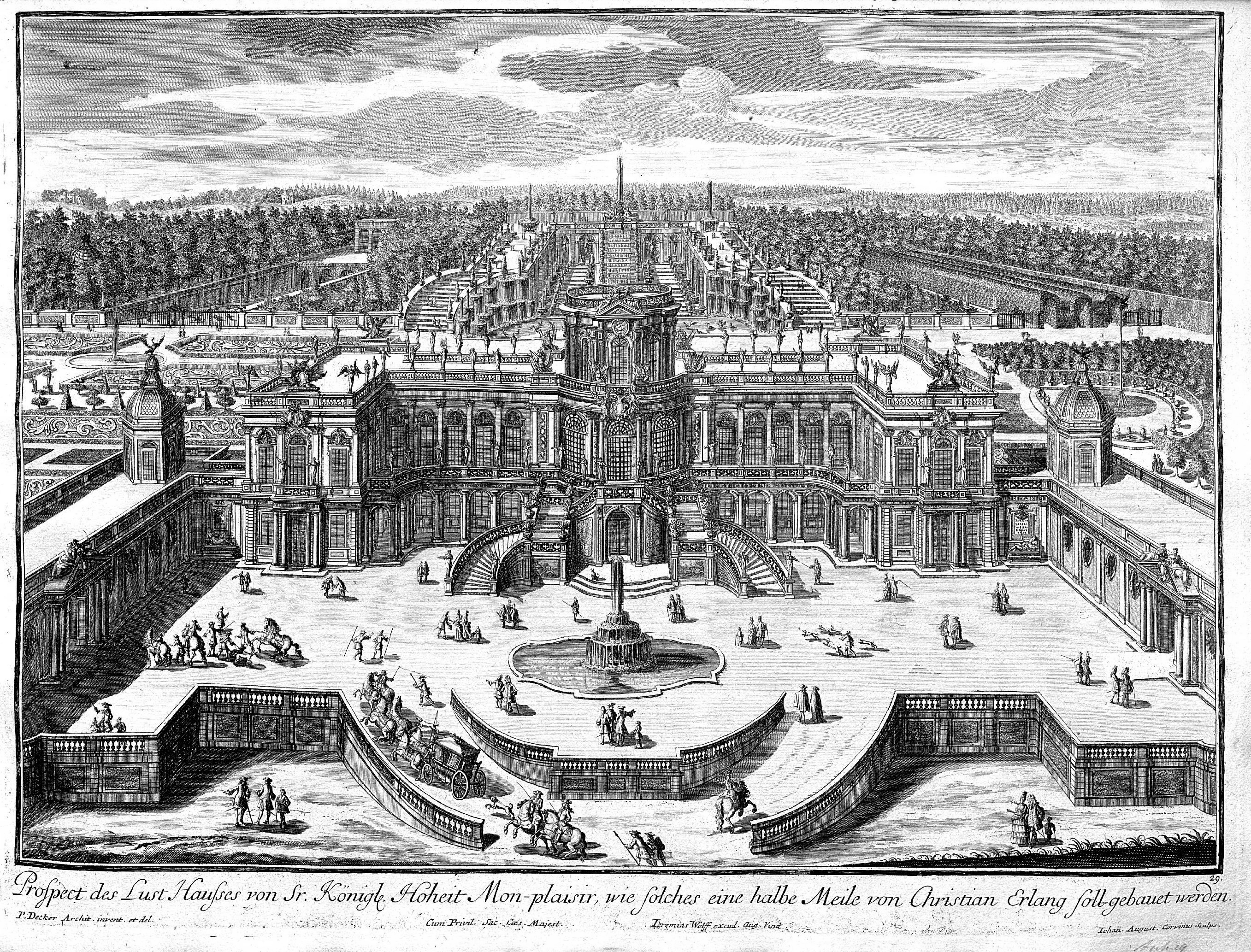
Représentation d'un royal LustHauses